# Rubus lusaticus
Rubus lusaticus är en rosväxtart som beskrevs av Michael Rostock och Rudolf Wagner. Rubus lusaticus ingår i släktet rubusar, och familjen rosväxter.

## Underarter
Arten delas in i följande underarter:
- R. l. hylogenes
- R. l. amphitrichus